# Heinrich Langwost

Heinrich Langwost

Heinrich Langwost (* 15. April 1874 in Pattensen; † 6. Juni 1944 in Hannover) war ein deutscher Politiker und Mitglied der Deutsch-Hannoverschen Partei (DHP).

## Leben
Langwost, der evangelisch-lutherischen Glaubens war, war der Sohn eines Stellmachers. Er erhielt bis zum 20. Lebensjahr durch Privatlehrer seine Ausbildung, wurde Redakteur und Mitarbeiter zahlreicher Zeitungen. Er war von 1896 an gleichzeitig Beamter der Wollwäscherei und Kämmerei in Hannover-Döhren. 1903 trat er zum ersten Mal politisch hervor als Führer des demokratischen Flügels der welfisch-konservativen DHP. 1912 kandidierte er vergeblich in Hannover zum Reichstag. Er war Vorsitzender des DHP-Wahlkreisvereins Stadt Hannover-Hameln-Springe. Von 1915 an nahm er als Frontsoldat am Ersten Weltkrieg teil.
1919 wurde Langwost in die Weimarer Nationalversammlung gewählt. Dort blieb er ebenso wie später im Reichstag fraktionslos. Ende 1925 wurde er nach massiven Auseinandersetzungen aus der DHP ausgeschlossen, später jedoch wieder aufgenommen. Von 1929 bis 1933 gehörte er dem Stadtparlament Hannover an. 1933 war er Abgeordneter des Preußischen Landtages. Er war Gründer (1923) und Hochmeister des Großdeutschen Ordens „Heinrich der Löwe“, der vor allem für die politische Selbstbestimmung Niedersachsens auf demokratisch-fortschrittlicher Grundlage eintrat.
Langwost tat sich auch als Schriftsteller welfisch-heimatlicher Schriften hervor. Eine Gestapo-Kartei registriert: „Logenmeister“.

## Veröffentlichungen
- Unter gelb-weißem Banner. Volksschriften-Verein, Hannover [1910]